# Decidir.com, Inc
Decidir.com, Inc. foi uma "empresa ponto com" norte-americana, subsidiária da matriz argentina "Decidir", de busca e verificação de dados cadastrais e crédito. Registrada em Miami no dia 3 de maio de 2000 sob o número P00000044377, ganhou certa notoriedade no Brasil por ter tido como membros da diretoria tanto Verônica Dantas Rodemburg, irmã de Daniel Dantas, do CVC Opportunity, como Verônica Allende Serra, filha do governador José Serra e funcionária do fundo International Real Returns. Tal fato foi utilizado por adversários do político paulista na tentativa de ligá-lo ao banqueiro Daniel Dantas. A empresa tinha sede na Argentina e filiais no Chile, México, Venezuela, Brasil além da filial estadunidense. Segundo o jornalista Marco Damiani, o site ofereceria consultas diversas, inclusive pesquisas de editais públicos de licitações no Brasil. "Encontre em nossa base de licitações a oportunidade certa para se tornar um fornecedor do Estado" escreveu ele em coluna da Revista "Isto É Dinheiro". Verônica Serra, que é advogada formada na Faculdade de Direito da USP com mestrado (MBA) na Universidade Harvard, retirou-se da empresa pouco depois do estouro da bolha da internet em 2001.
O Conselho de Administração da Decidir.com, Inc. era assim composta: Brian Kim (representando o Citibank), Verônica Valente Dantas Rodemburg (representando o fundo Banco Opportunity), Guy Nevo (representando a Decidir Argentina), Verônica Allende Serra (representando o fundo International Real Returns - IRR), além de Esteban Nofal e Esteban Brenman. Com o estouro da bolha da internet em maio de 2001, os fundos de investimentos Citibank, Banco Opportunity e IRR se retiraram do negócio, ficando a Decidir.com apenas com as operações na Argentina e Brasil.
Atualmente, apenas a matriz Decidir.com, que atua na Argentina está em operação, e sua proposta de negócios anunciada é: "Com nossos serviços você poderá concretizar Negócios Seguros, evitando riscos desnecessários".
A Decidir.com, Inc teria sido fechada em 5 de março de 2002, assim como tantas outras empresas "ponto com" devido ao colapso das ações de tecnologia na bolsa NASDAQ.

## Vazamento de dados de crédito de correntistas brasileiros
Em janeiro de 2001, o jornal Folha de S.Paulo publicou matéria em que divulgou uma relação de 18 deputados que haviam emitido cheques sem fundos no Brasil. Os dados foram conseguidos, sem maiores dificuldades, através da consulta ao sistema da Decidir.com. Segundo o jornal, o banco de dados da empresa esteve aberto a qualquer pessoa que se cadastrasse, o que seria ilegal perante normas do Banco Central na época. Os dados de outras 692 autoridades brasilienses também foram vasculhados pelo jornal, entre eles o do então presidente Fernando Henrique Cardoso. Segundo entrevista com o presidente do Serasa - outra empresa de consulta de dados de crédito - Líbio Seixas, "Os dados só podem ser usados para a concessão de crédito. Há um código de ética disciplinando o uso das informações e a quebra dessa regra pode resultar em processo por danos morais". A representante da Decidir.com ouvida pelo jornal, Cíntia Yamamoto, afirmou que "as pessoas estavam conseguindo se cadastrar, nos últimos 10 ou 12 dias, sem comprovar relação com o comércio. Agora reformulamos as regras de acesso à base de dados e isso não é mais possível". O jornal confirmou que a senha obtida pela reportagem para ter acesso aos dados foi bloqueada pelos administradores do site após serem procurados.
Mais de nove anos depois, em setembro de 2010, a revista CartaCapital publicou matéria de capa alegando que dados protegidos por sigilo bancário de quase 60 milhões de correntistas brasileiros e informações relativas ao Cadastro de Emitentes de Cheques sem Fundos ficaram expostos, por cerca de 20 dias, à visitação pública no site da Decidir.com. A Resolução 1.682 do Conselho Monetário Nacional, de 31 de janeiro de 1990, proíbe a divulgação de dados cadastrais a terceiros e a Lei n˚ 4.595 de 1964 caracteriza a quebra de sigilo bancário como crime. No dia 30 de janeiro de 2001, Michel Temer, então presidente da Câmara dos Deputados, enviou ofício ao Banco Central, na época dirigido por Armínio Fraga, solicitando explicações sobre a quebra.
Segundo a revista CartaCapital, o governo brasileiro, então sob gestão de Fernando Henrique Cardoso do PSDB, teria tentado abafar o caso. A revista aponta como evidências o fato de que o Banco Central não instaurou processo administrativo para averiguar a existência de um acordo entre o Banco do Brasil e a Decidir.inc, o que alegadamente deveria ter ocorrido, uma vez que a a empresa não era uma entidade de defesa do crédito, mas de promoção de concorrência. Também afirma que as empresas envolvidas deveriam ter sido alvo de uma investigação da Polícia Federal (PF), o que não ocorreu. O Ministério da Justiça, pasta à qual a PF é subordinada, era então dirigido por José Gregori, tesoureiro da campanha de José Serra à presidência do Brasil em 2010.
Em dezembro de 2011, o livro A Privataria Tucana do jornalista Amaury Ribeiro Jr. acusa a empresa Decidir de atuar na lavagem de dinheiro, e por isso teria conseguido sucesso financeiro tão rapidamente. Um levantamento apontado no livro, feito na Junta Comercial de São Paulo, mostrou que a Decidir Internacional injetou 10 milhões de reais na Decidir do Brasil em um suposto esquema de lavagem de dinheiro. O livro afirma que Verônica Serra está indiciada pela Polícia Federal pelo crime de quebra de sigilo desde 2003, na 3ª Vara Criminal de São Paulo. Em nova nota a à imprensa, Verônica Serra desmente as informações do livro e apresenta Certidão sobre tal processo. Afirma ainda nunca ter sido indiciada, ouvida o ré em qualquer processo junto a Polícia Federal, e que irá abrir processo de calúnia e difamação contra o autor do referido livro.

## Desmentido de Verônica Serra
Por ocasião da prisão de Daniel Dantas juntamente com sua irmã Verônica Dantas, Verônica Serra, filha do ex-governador de São Paulo José Serra (PSDB), emitiu nota à imprensa em que nega ter sido sócia de Verônica Dantas na empresa Decidir.com, Inc., cuja sede ficava nos Estados Unidos.
Verônica Serra afirma que era apenas representante indicada do fundo de investimentos no qual trabalhava para compor o Conselho de Administração da empresa de internet, que nunca viu Verônica Dantas nas reuniões em que participou e que o objetivo principal da Decidir não tinha relação alguma com licitações, mas com disponibilizar bancos de dados sobre informações de crédito. No Departamento de Estado da Flórida há o registro do conselho de administração compartilhada da empresa.